# Inhibition
Inhibition är inom juridiken ett beslut av en högre instans att inställa verkställighet av en dom eller ett beslut.
Inhibitionen innebär inte att domen eller beslutet upphävs, enbart att verkställigheten har skjutits upp. Ofta fattas beslut om inhibition om ett beslut har överklagats till högre rätt och det ännu är oklart om det kommer att verkställas efter överprövningen eller inte.
Exempel på inhibition finner man i en mängd lagar och författningar bland annat i 48 § förvaltningslagen, 50 kap. 8 § rättegångsbalken och 26 § lagen om domstolsärenden.
Enligt 21 kap 5 § miljöbalken kan inhibition meddelas när tillsynsmyndighet förbjudit miljöfarlig verksamhet. En förutsättning är att sökanden ställer godtagbar säkerhet för kostnad och skada.